# Laserpitium siler
Laserpitium siler es una especie perteneciente a la familia Apiaceae.

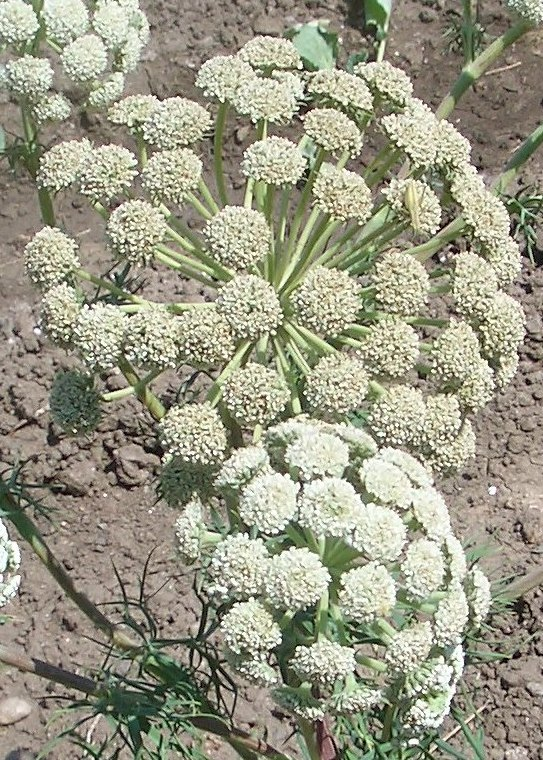
Inflorescencia

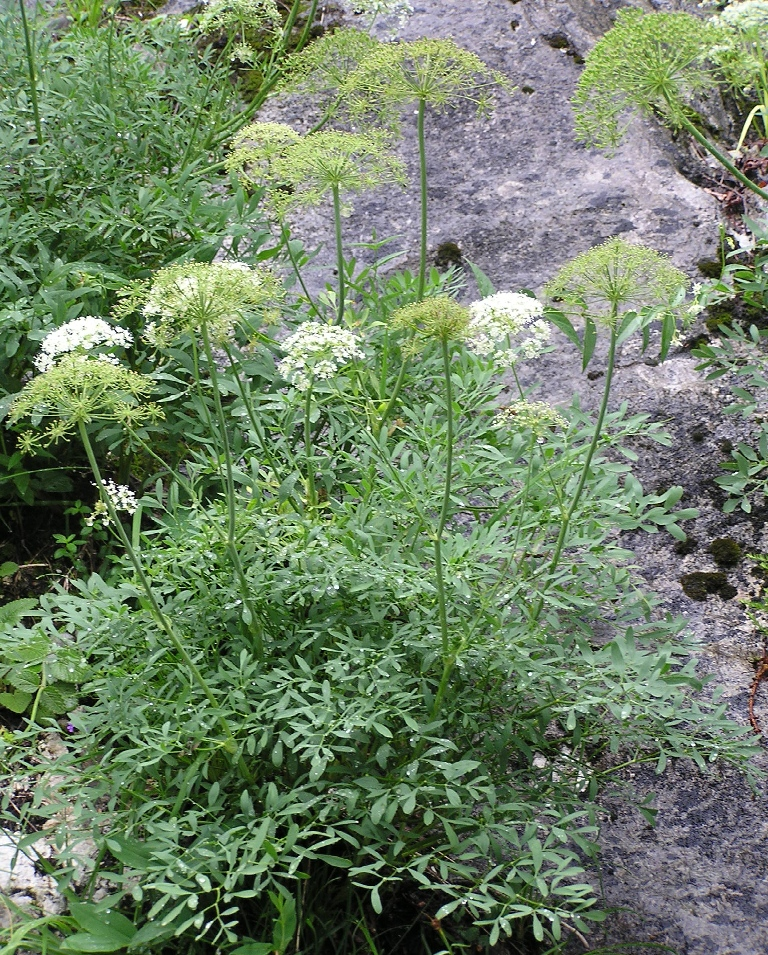
En su hábitat

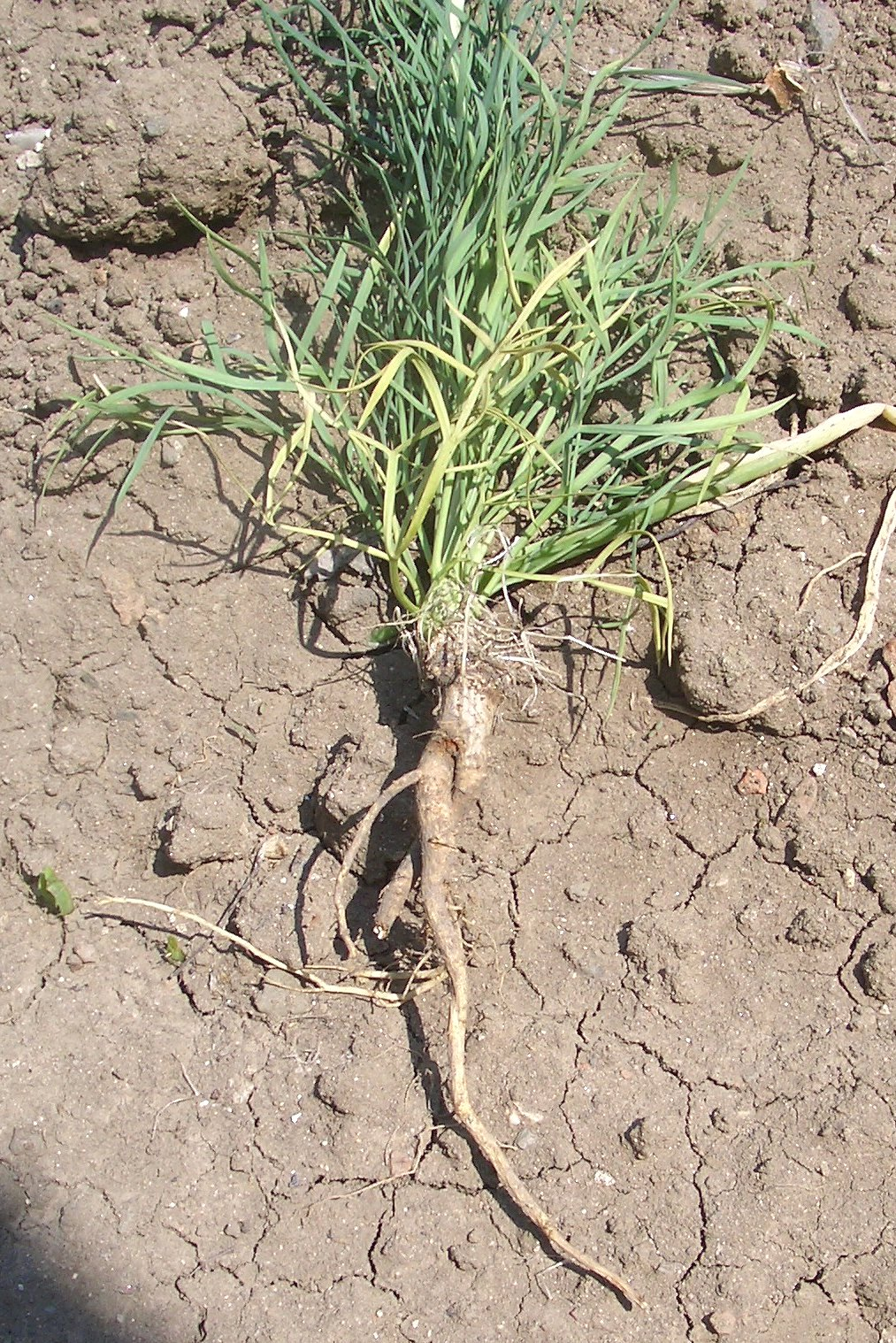
Vista de la planta

## Descripción
Es una hierba robusta con cepa ramosa, gruesa y con restos fibrosos. Tallos de 80-135 cm, numerosos, poco ramificados. Hojas basales hasta de 100 cm, 3(4) pinnatisectas, de color verde glauco, con divisiones de último orden lanceoladas o elíptico-ovadas, de margen entero, mucronadas, coriáceas, y con una densa reticulación de nérvulos característica. Umbelas con (20)25-45(50) radios de (3)4-6(8) cm, ásperos en su cara interna, lo mismo que los radios umbelares. Brácteas de 1 cm, numerosas, ovalado-lineares y acuminadas, con el borde membranáceo, patentes. Bractéolas semejantes a las brácteas. Pétalos blancos o algo rosáceos. Frutos 8-9(10) mm, oblongos, brillantes, olorosos; mericarpos con alas estrechas –0,5-1(1,2) mm–, poco desiguales. Tiene un número de cromosomas de 2n = 22; n = 11.

## Distribución y hábitat
Se encuentra en pedregales en gargantas y laderas carstificadas o de marga gris erosionada, calcícola; a una altitud de (800)1000-1800(2250) metros en el centro y sur de Europa –Alpes, Balcanes, Apeninos y montañas de la península ibérica–. Cordillera pirenaico-cantábrica –más bien rara hacia el W– y cuadrante NE de España.

## Historia
El uso medicinal del comino rústico es viejo, como lo demuestra su presencia en la Capitulare de villis vel curtis imperii, una orden emitida por Carlomagno que reclama a sus campos para que cultiven  una serie de hierbas y condimentos incluyendo "silum" identificada actualmente como Laserpitium siler.

## Usos
Los frutos de Laserpitium siler con olor a comino o hinojo, pero de sabor mucho más amargo y más cortante. La utilizaron como especia y como planta medicinal. Debido a su más difícil obtención ya que esta especie es rara y siempre silvestre que ya no se utiliza hoy en día por su intenso sabor y su falta de cultivo.

## Taxonomía
Laserpitium latifolium fue descrita por Carlos Linneo y publicado en Sp. Pl. 249 1753.
Sinonimia
- Daucus siler (L.) E.H.L.Krause
- Lacellia montana Bubani
- Laser siler Druce
- Laserpitium garganicum Bertol.
- Laserpitium lineatum Tausch
- Laserpitium montanum Lam.
- Laserpitium nebrodense Jan ex DC.
- Laserpitium siculum Spreng.
- Ligusticum garganicum Ten.
- Siler garganicum Thell.
- Siler lancifolium Moench
- Siler montanum Crantz
- Siler siculum Thell.
- Siler siler Druce[3]

## Nombres comunes
- Castellano: ajonjolí blanco, alegría, comino róstigo, comino rústico, laserpicio, ligústico.[4]